# Tar Bone Kyaw
Tar Bone Kyaw (birman : တာဘုန်းကျော်) est un haut dirigeant militaire et politique de De'ang (Palaung) dans l'État Shan, au Myanmar. Il est actuellement secrétaire général du Front de libération de l'État de Palaung (en) (PSLF), et le commandant en second de son aile armée, l'Armée de libération nationale Ta'ang (TNLA),.

## Biographie
Tar Bone Kyaw a servi dans l'Organisation/Armée de libération de l'État de Palaung (PSLO/A) jusqu'à ce qu'ils signent un accord de cessez-le-feu avec le gouvernement en 1991.
Après la dissolution du PSLO/A, Tar Bone Kyaw, avec un autre dirigeant Ta'ang, Tar Aik Bong (en), ils ont fondé le TNLA aux côtés du PSLF pour continuer à lutter pour l'autodétermination du peuple Ta'ang.
Lors du lancement de l'opération 1027 le 27 octobre 2023, Tar Bone Kyaw a déclaré à l'Agence France-Presse que l'Alliance des Trois Frères mettrait fin à son cessez-le-feu avec la junte militaire.